# Chiusa (ingegneria)

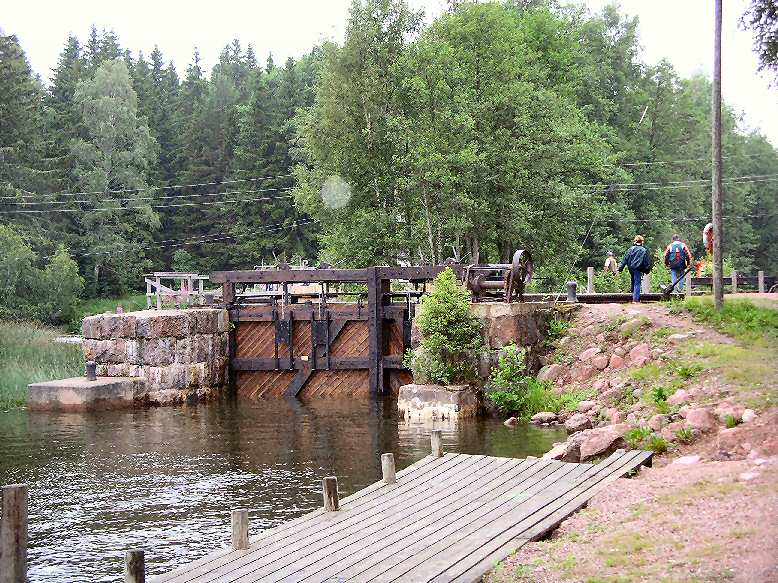
Chiusa sul fiume finlandese Kymi.

Per chiusa o conca di navigazione s'intende un sistema idraulico di intercettazione di un corpo idrico (fiume, lago, canale, mare, ecc.) mediante una paratoia apribile, in alcuni casi anche regolabile.

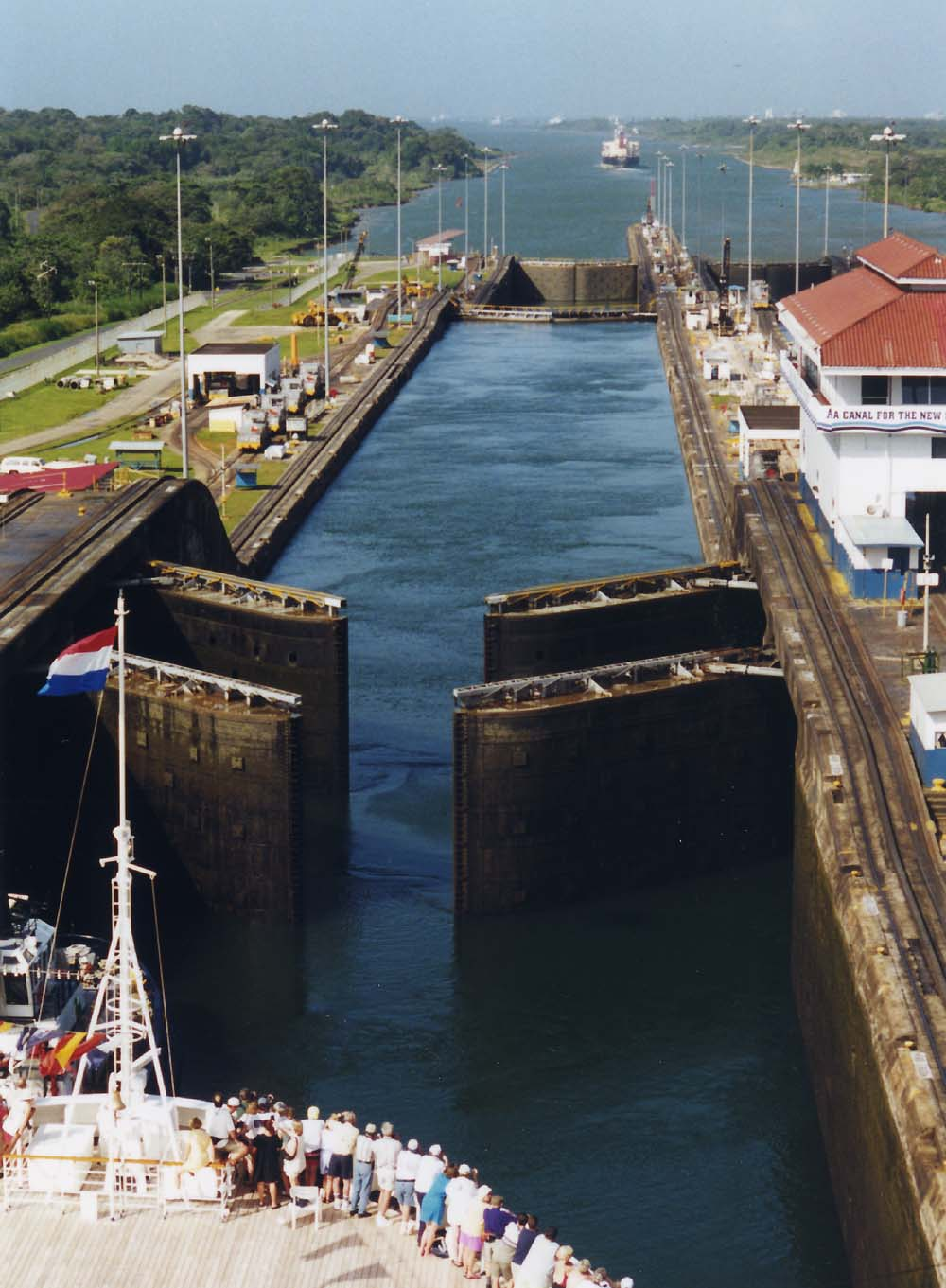
Una delle chiuse di Gatun nel canale di Panama, lato Oceano Atlantico

Sinonimo di chiusa è "chiavica", termine con cui si designa più in particolare una chiusa impiegata nell'ambito dei sistemi di bonifica e/o irrigazione. 
Tipico esempio di chiusa o chiavica è quello del manufatto posto a presidio dell'immissione di un canale di bonifica nel corso d'acqua di recapito o, viceversa, della presa di un canale irriguo dal corso d'acqua di prelievo, avente la funzione, in caso di piena dei secondi, di intercettarne le acque e impedirne l'esondazione attraverso l'alveo dei corpi immissari o emissari.
In termini molto semplici, una chiusa è il corrispondente idraulico di un varco presidiato da una porta o cancello. L'utilizzo della conca di navigazione è per esempio indispensabile per consentire la navigazione tra mare e acque interne ovunque l'escursione di marea comprometta la costante accessibilità di un corso d'acqua o dove si debba mettere in comunicazione tra loro corpi idrici con differente quota.

## Composizione
La conca è composta dai seguenti elementi: due o più paratoie stagne mobili, un invaso o bacino situato tra le paratoie, un sistema di tubazioni e valvole per mettere in comunicazione l'invaso con i due corpi idrici messi in collegamento al fine di portare il livello del bacino alla quota dell'uno o dell'altro. Solo in particolari casi, (ove sia limitata la capienza di uno o entrambi i corpi idrici messi in comunicazione) è necessaria l'installazione di un sistema di pompaggio per il riempimento o lo svuotamento forzato dell'invaso.

Funzionamento di una conca di navigazione

Nella conca le navi sostano per carico o scarico merci oppure solo per attendere di accedere ad un piccolo bacino tra due chiuse, che si porta a livello della parte inferiore del fiume mentre la chiusa superiore è bloccata, mantenendo così un livello più alto del bacino della chiusa rispetto al fiume o canale navigabile che scorre più a valle. Viceversa quando un battello o chiatta vuole entrare nella conca provenendo da valle, entra nel piccolo bacino compreso tra le due chiuse, nel quale viene quindi immessa acqua con entrambi i cancelli chiusi, sino a quando l'acqua raggiunge nel piccolo bacino il livello della conca; in quel momento si può aprire la chiusa più a monte ed il battello può entrare nella conca ed eventualmente proseguire la navigazione verso la parte più alta del corso del fiume.
Il sistema di conche di navigazione più conosciuto nel mondo è certamente quello del Canale di Panama, ma un larghissimo uso di tali bacini è necessario, per esempio, nel Nord Europa per mantenere isolato dal mare e nello stesso tempo far comunicare con esso il vasto sistema di canali navigabili interni.

## Conca fluviale
Una conca fluviale è un bacino regolato da due chiuse che interrompono lo scorrimento di un fiume o canale navigabile, in modo da provocare l'innalzamento del livello dell'acqua nella parte più a monte del fiume, allo scopo di consentire la navigabilità anche di questa parte del fiume o canale navigabile. Nella conca fluviale le navi sostano per carico o scarico merci oppure solo per attendere di accedere a un piccolo bacino tra due chiuse, che si porta a livello della parte inferiore del fiume mentre la chiusa superiore è bloccata, mantenendo così un livello più alto del bacino della chiusa rispetto al fiume o canale navigabile che scorre più a valle. Viceversa quando un battello o chiatta vuole entrare nella conca provenendo da valle, entra nel piccolo bacino compreso tra le due chiuse, nel quale viene quindi immessa acqua con entrambi i cancelli chiusi, sino a quando l'acqua raggiunge nel piccolo bacino il livello della conca; in quel momento si può aprire la chiusa più a monte e il battello può entrare nella conca ed eventualmente proseguire la navigazione verso la parte più alta del corso del fiume.

Un'ulteriore possibilità per superare un dislivello è la pendenza d'acqua.

### Funzionamento
| Percorso a salire: | Percorso a salire:                                    |        | Percorso a scendere:                                    | Percorso a scendere: |
| 1–2.               | La nave entra nella chiusa                            | 8–9.   | La nave entra nella chiusa                              |                      |
| 3.                 | Il cancello "basso" viene chiuso                      | 10.    | Il cancello "alto" viene chiuso                         |                      |
| 4–5.               | La chiusa è riempita d'acqua fino al livello più alto | 11–12. | La chiusa è svuotata d'acqua fino al livello più basso. |                      |
| 6.                 | Il cancello "alto" viene aperto                       | 13.    | Il cancello "basso" viene aperto                        |                      |
| 7.                 | La nave esce dalla chiusa                             | 14.    | La nave esce dalla chiusa                               |                      |